# لانگویر
لانگویر (به هلندی: Langweer) یک منطقهٔ مسکونی در هلند است که در Skarsterlân واقع شده‌است. لانگویر ۱٬۱۰۵ نفر جمعیت دارد.